# Kharar
Kharar là một thành phố và là nơi đặt hội đồng đô thị (municipal council) của quận Rupnagar thuộc bang Punjab, Ấn Độ.

## Địa lý
Kharar có vị trí 30°44′B 76°39′Đ / 30,74°B 76,65°Đ Nó có độ cao trung bình là 297 mét (974 feet).

## Nhân khẩu
Theo điều tra dân số năm 2001 của Ấn Độ, Kharar có dân số 39.410 người. Phái nam chiếm 54% tổng số dân và phái nữ chiếm 46%. Kharar có tỷ lệ 75% biết đọc biết viết, cao hơn tỷ lệ trung bình toàn quốc là 59,5%: tỷ lệ cho phái nam là 79%, và tỷ lệ cho phái nữ là 72%. Tại Kharar, 11% dân số nhỏ hơn 6 tuổi.